# Gomer Berry
(James) Gomer Berry, primer vizconde Kemsley (7 de mayo de 1883-6 de febrero de 1968) fue un editor y propietario de periódicos de origen galés que fue elevado a la nobleza, primero como barón en 1936 y posteriormente como vizconde en 1945. Entre los tabloides en los que tuvo participación se encuentran los populares periódicos británicos: The Daily Telegraph y The Sunday Times.

## Biografía
Berry nació el 7 de mayo de 1883, en Merthyr Tydfil, Gales, sus padres eran John Mathias Berry y Mary Ann Rowe. Sus hermanos mayores eran: Seymour Berry, I barón Buckland, un financiero e industrial, y William Berry, I vizconde Camrose. Originalmente los hermanos Gomer y William fueron copropietarios, junto al barón Burnham de The Daily Telegraph. Gomer Berry además fue el fundador del holding « Allied Newspapers » en 1937 —denominado « Kemsley Newspapers » en 1943—, que tenía la propiedad de The Sunday Times, The Daily Sketch y The Sunday Graphic en Londres y cerca de veinte periódicos más en distintas partes de Gran Bretaña. 
En conjunto, los tabloides de « Kemsley Newspapers » llegaron a vender 26 millones de ejemplares por semana en 1947, convirtiendo a Berry en el mayor propietario de periódicos del Reino Unido.
Era de tendencia política conservadora y apoyó la política de apaciguamiento del primer ministro Neville Chamberlain cuando Adolfo Hitler llegó al poder en Alemania. También ofreció su respaldo a Anthony Eden cuando el gobierno del Reino Unido decidió participar en el conflicto del canal de Suez en 1957.
Fue nombrado baronet en 1928 y nombrado oficial de la Venerable Orden de San Juan en 1931. En 1936, recibió el nombramiento de barón Kemsley de Farnham Royal, y fue elevado a vizconde Kemsley de Dropmore, también en el condado de Buckinghamshire, en 1945. En 1929, fue nombrado High Sheriff del condado y en 1959, gran cruz de la Orden del Imperio Británico (GBE) por «sus servicios públicos y políticos».

## Familia
El vizconde Kemsley se casó en dos ocasiones: primero en 1907, con Mary Lilian Holmes, hija de Horace George Holmes, la pareja tuvo seis hijos y una hija; después, tras la muerte de Mary Lilian en 1928, se casó con Edith Merandon du Plessis en 1931. Tras su fallecimiento en 1968, fue sucedido por Lionel Berry, el II vizconde. Su hijo menor, el diputado conservador Sir Anthony Berry, murió durante el atentado del IRA en el Grand Hotel de Brighton en 1984.